# James Mirrlees
Pour les articles homonymes, voir Mirrlees.
Sir James Alexander Mirrlees (né le 5 juillet 1936 à Minnigaff en Écosse et mort le 29 août 2018 à Cambridge en Angleterre) est un économiste britannique. 
Il reçoit en 1996 le Prix de la Banque de Suède et est fait chevalier en 1997.

## Biographie
James Mirrlees étudie à l'université d'Édimbourg et au Trinity College à Cambridge. Après la fin de ses études, il enseigne à Oxford (1969-1995) et à Cambridge (1995-2018). C'est durant ses années à Oxford qu'il publie les modèles et équations qui l'ont rendu célèbre.
Il est professeur émérite en économie politique à l'université de Cambridge, et enseigne également au Trinity College. Il passe aussi tous les ans une partie de son temps à l'université de Melbourne.

## Travaux
Son analyse se centre autour de l'étude des situations économiques dans lesquelles l'information est asymétrique ou incomplète, et sur les conséquences de ces imperfections de marché sur le niveau optimal d'épargne dans une économie. Il a également participé avec William Vickrey à des études sur le principe de l'aléa moral et de la taxe optimale. Sa méthodologie est, depuis, devenue la référence sur le sujet.

## Publications
- (en) James Mirrlees, « An Exploration in the Theory of Optimum Income Taxation », Review of Economic Studies, vol. 38, no 114,‎ avril 1971, p. 175-208